# Kur-földnyelv

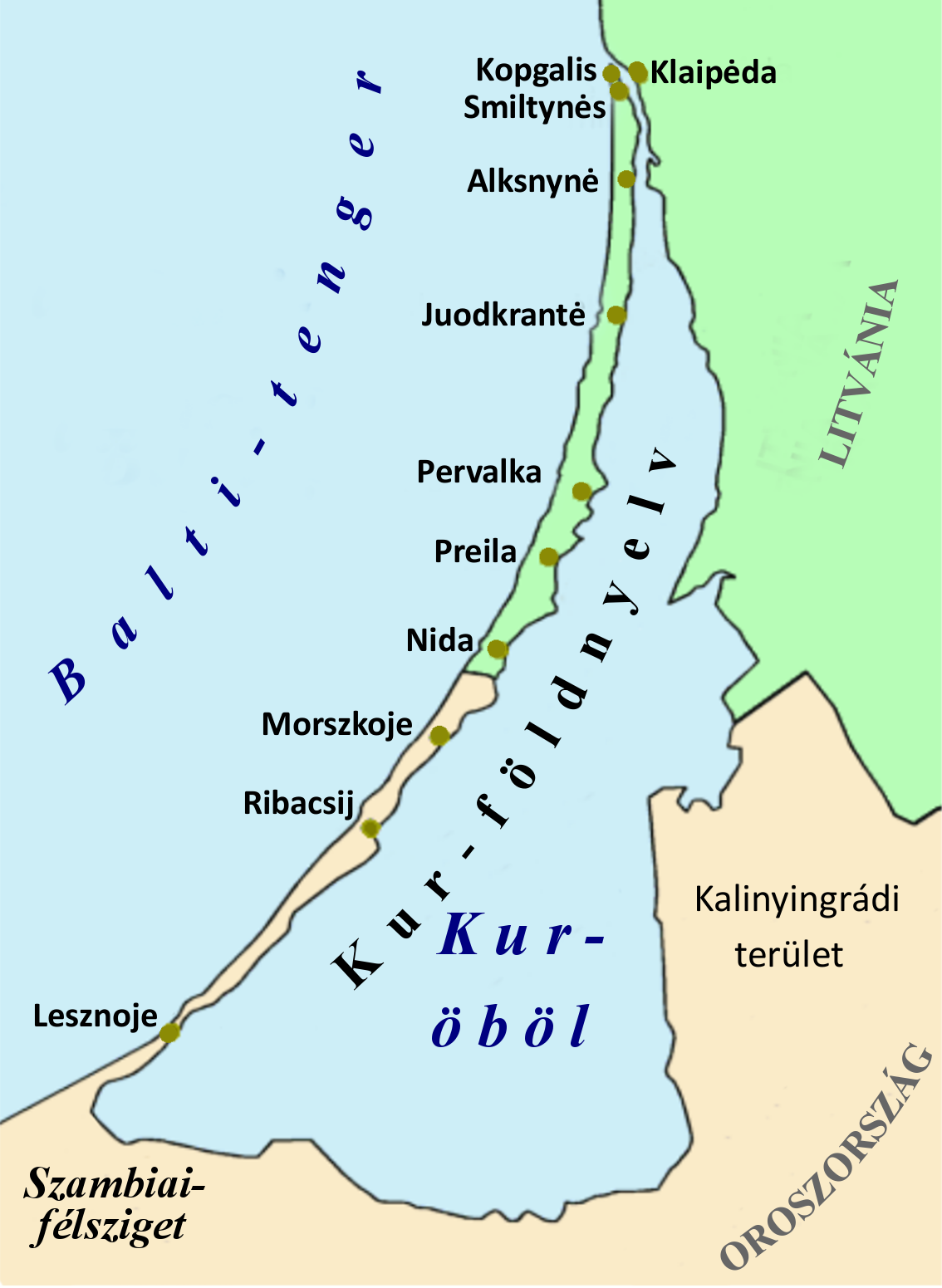
A Kur-földnyelv térképe

A Kur-földnyelv (Kurföldi-turzás) (litvánul: Kuršių nerija; oroszul: Куршская коса), egy 98 km hosszú 600-2000 méter széles turzásfélsziget Klaipėda és Lesznoj (Kalinyingrádi terület) között. A földnyelvből 52 km tartozik Litvániához és 46 km Oroszországhoz.
A Kur-földnyelv kizárólag homokból áll. A hatalmas vándor dűnék egészen a múlt századig az újkortól folyamatosan ide telepedett halászfalvakat újra és újra eltemették. Csupán a 19. század végén Wilhelm Franz Epha természet-felügyelőnek sikerült a dűnékre növényzetet telepíteni, és ezzel stabilizálni azokat. A Nida falucska melletti Nagy Dűne Európa legnagyobb dűnéje.
A Kur-földnyelv a Kur-öblöt és a Balti-tengert választja el egymástól. Az öböl bejárata Klaipėdánál található és 300 méter széles. Itt a félszigetet a szárazfölddel két komp köti össze.
A Kur-földnyelvet 2000-ben vették fel az UNESCO Világörökségi listájára. A Litvánia területére eső részt Litvánia függetlenné válásakor 1991-ben nemzeti parkká nyilvánították.

## Litván Tengeri Múzeum

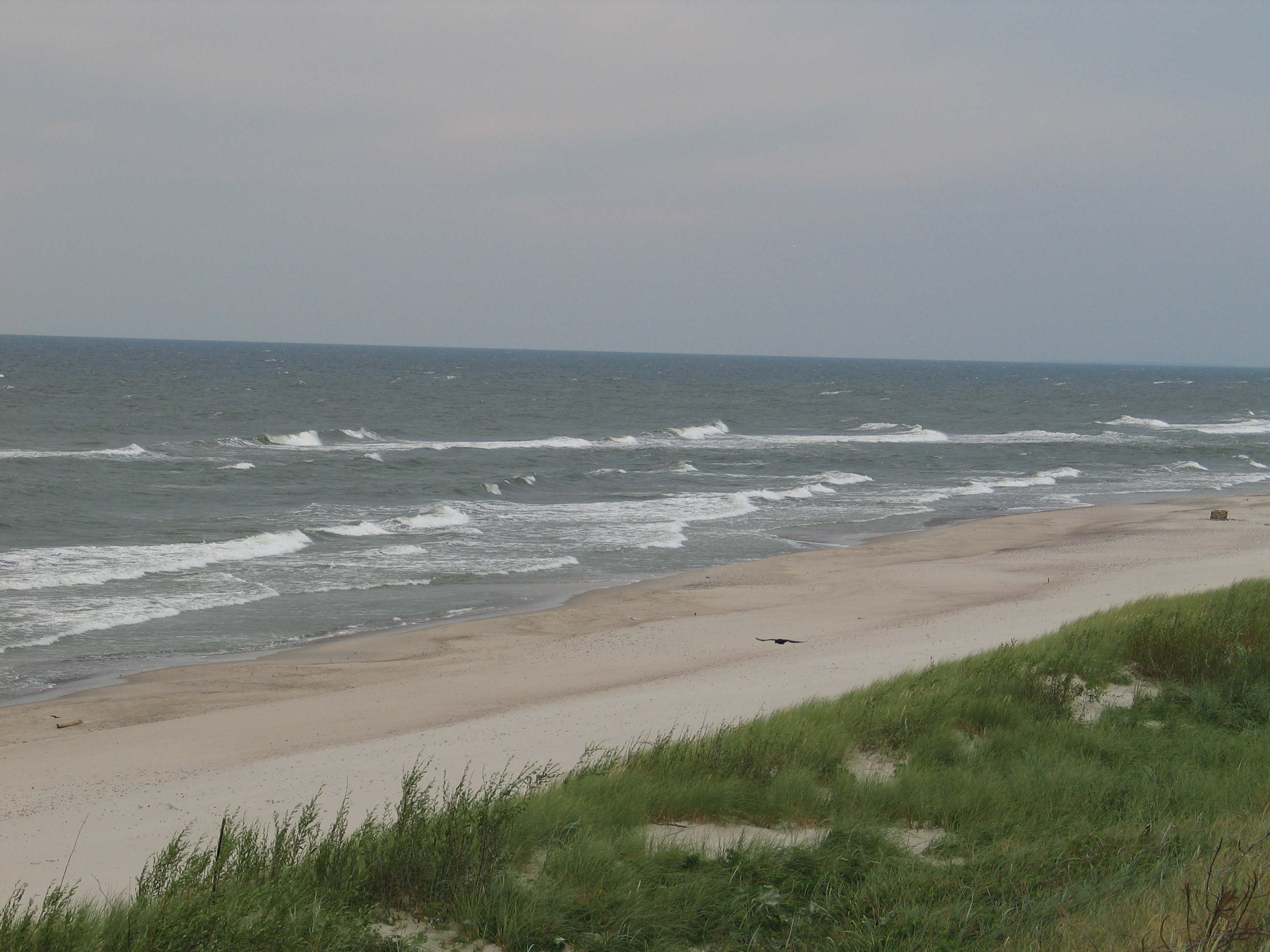
A tengerpart

A Kur-félsziget legészakibb pontján, Klaipėda részét képező Kopgalisban található a Litván Tengeri Múzeum. A múzeumnak egy a 19. század második felében épült tengeri erőd ad otthont. Az erődrendszer egy belső erődből (ez volt a helyőrség lakókörlete) egy ezt körbefogó várárokból és külső bástyarendszerből áll. A második világháborút követően az erődöt felrobbantották és egészen 1979-ig használaton kívül állt. Ekkor rekonstrukciós és restaurációs munkákat követően nyitották meg az erődben a Litván Tengeri Múzeumot.
A múzeum teljes kiállítási területe 85 000 m² ebből 2466 m² fedett. Komplexitását tekintve Európában egyedülálló tengeri múzeum.
A helyreállított központi erődben helyezték el a múzeum akváriumát, ahol Litvánia édesvízi halfajai mellett a Balti-tenger és a trópusi tengerek halfajai is láthatók.
Az erődöt körbevevő bástyák kazamatáiban, és egykori lőportornyaiban helyezték el a litván tengeri hajózás történetét feldolgozó gyűjteményt.

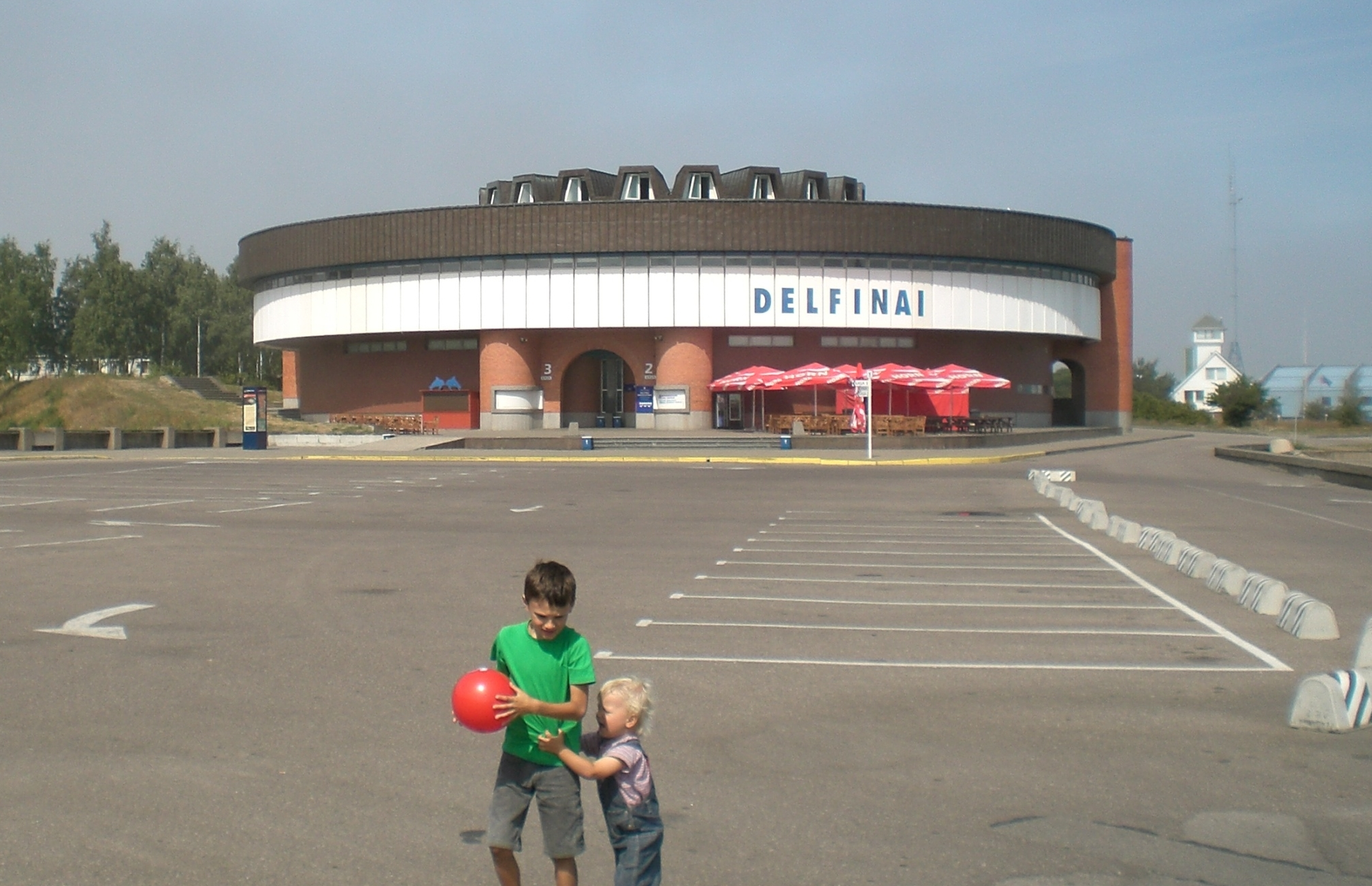
Delfinárium Kopgalisban

A Kopgalis halászfalu egykori helyén a Kur-öböl partján szabadtéri néprajzi múzeum mutatja be a litván halászat történetét. Több itt kiállított hajó reprezentálja az ipari halászatot és annak eszközeit.

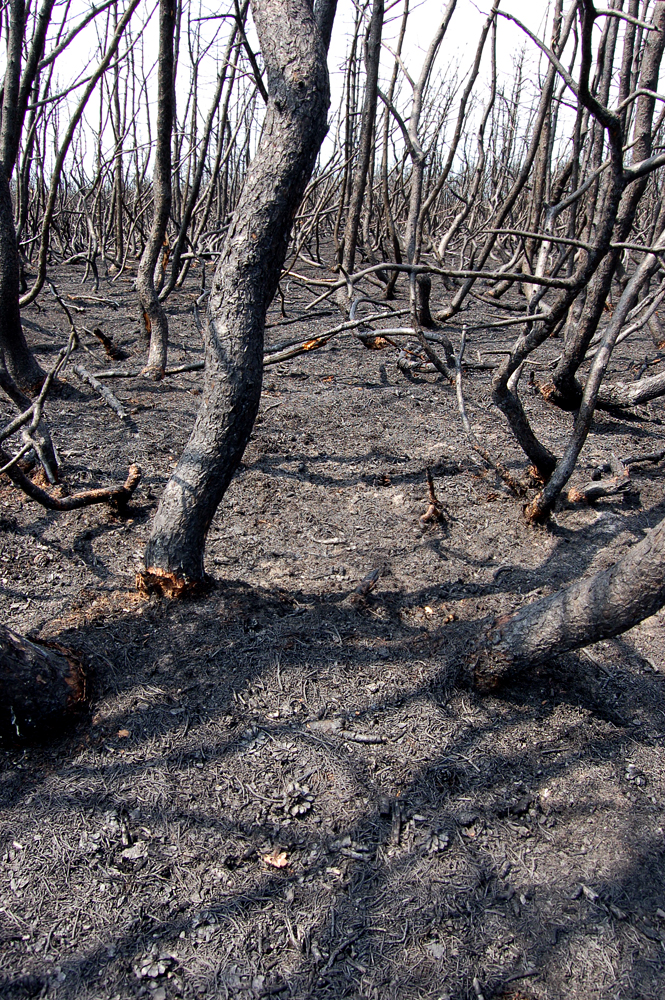
A 2006-ban leégett fenyőerdő

1994-ben a múzeum legújabb részében delfináriumot nyitottak.
2006 májusában közel 200 hektáron leégett a fenyőerdő a földnyelv északi (Litvániához tartozó) részén.

## Külső hivatkozások
- Kur-földnyelv Nemzeti Park honlapja Archiválva 2021. május 11-i dátummal a Wayback Machine-ben (angolul)
- Neringai Turista Hivatal honlapja (angolul)